# Artère descendante du genou
L'artère descendante du genou (ou artère grande anastomotique) est une artère du membre inférieur.

## Origine
L'artère descendante du genou naît de l'artère fémorale juste avant son passage à travers le hiatus des adducteurs.

## Trajet
L'artère descendante du genou descend sur la face antérieure et médiale du genou et se divise en un rameau saphène et en plusieurs rameaux articulaires.

## Terminaison

### Rameau saphène de l'artère descendante du genou
Le rameau saphène perce le revêtement aponévrotique du canal des adducteurs et accompagne le nerf saphène jusqu'à la face médiale du genou. Il passe entre le muscle sartorius et le muscle gracile. Après avoir percé le fascia lata, il se distribue au tégument de la partie supérieure et médiale de la jambe en s'anastomosant avec l'artère inféro-médiale du genou.

### Rameaux articulaires de l'artère descendante du genou
Les rameaux articulaires descendent dans le muscle vaste médial et devant le tendon du muscle grand adducteur, jusqu'au côté médial du genou. Ils rejoignent l'artère supéro-médiale du genou et l'artère récurrente tibale antérieure.
Un rameau passe devant la fosse intercondylaire du fémur, formant un arc anastomotique avec l'artère supéro-latérale du genou vascularisant l'articulation du genou.